# Đảo Yellow

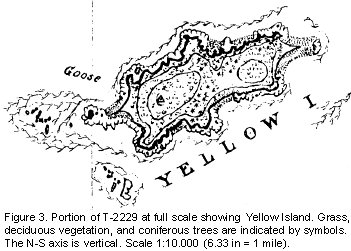
Bản đồ của đảo Yellow từ năm 1895.

Đảo Yellow là một hòn đảo thuộc quần đảo San Juan, tiểu bang Washington, Hoa Kỳ.  Đảo có diện tích  khoảng 11 mẫu Anh (4,5 ha). Hòn đảo, nằm về phía tây nam đảo Orcas, và phía bắc của đảo Shaw, gần Vườn Tiểu bang Đảo Jones. Đảo là một khu bảo tồn, với nhiều động vật hoang dã, trong đó có hơn 50 loài hoa dại, đại bàng đầu hói, Hải cẩu Harbor, mò sò đen, và Vịt Harlequin. Hòn đảo này đã được mua lại vào năm 1979 bởi Tổ chức Bảo tồn Thiên nhiên và cũng là cơ quan đứng ra quản lý.

## Lịch sử
Đảo Yellow trước khi có mặt hiện của thực dân châu Âu, đảo là nơi sinh sống của người thổ dân Châu Mỹ, đảo được mua bởi Lewis và Elizabeth Dodd trong năm 1947, và sau đó được bán lại vào năm 1979.

## Liên kết
- Hệ thống Thông tin Địa danh của Cục Khảo sát Địa chất Hoa Kỳ: Đảo Yellow
- Yellow Island: Gem of the San Juan Islands Lưu trữ ngày 14 tháng 8 năm 2010 tại Wayback Machine